# Djezar
Djezar (em árabe: الجزار) é uma cidade localizada na província de Batna, no noroeste da Argélia. Sua população era de 22 124 habitantes, em 2008.